# Чорноголівська сільська рада
| Чорноголівська сільська рада — колишній орган місцевого самоврядування у Великоберезнянському районі Закарпатської області з адміністративним центром у с. Чорноголова. Сільській раді підпорядковані населені пункти: - с. Чорноголова |

## Склад ради
Рада складається з 16 депутатів та голови.

## Керівний склад сільської ради
| ПІБ                     | Основні відомості                                                             | Дата обрання | Дата звільнення |
| ----------------------- | ----------------------------------------------------------------------------- | ------------ | --------------- |
| Пильник Сергій Юрійович | Сільський голова, 1966 року народження, освіта, безпартійний                  | 26.03.2006   | 31.10.2010      |
| Пильник Сергій Юрійович | Сільський голова, 1966 року народження, освіта незакінчена вища, безпартійний | 31.10.2010   |                 |

Примітка: таблиця складена за даними джерела

## Населення
Згідно з переписом УРСР 1989 року чисельність наявного населення сільської ради становила 1581 особа, з яких 740 чоловіків та 841 жінка.
За переписом населення України 2001 року в сільській раді мешкало 1336 осіб.

### Мова
Розподіл населення за рідною мовою за даними перепису 2001 року:
| Мова       | Відсоток |
| ---------- | -------- |
| українська | 99,04 %  |
| російська  | 0,96 %   |